# Puchar Ekstraklasy (2006/2007)
Puchar Ekstraklasy 2006/2007 – turniej piłkarski w Polsce mający na celu wyłonienie zdobywcy Pucharu Ekstraklasy w sezonie 2006/2007. W rozgrywkach brało udział 16 drużyn występujących w bieżącym sezonie w Orange Ekstraklasie.
Pierwszy terminarz 30 spotkań ogłoszony został pod koniec maja 2006. Turniej miał rozpocząć się 9 września i być rozegrany w dwumeczach systemem pucharowym w następujących etapach: 1/8 finału, ćwierć- i półfinały oraz mecze finałowe. Do następnej rundy awansować mieli zwycięzcy poszczególnych dwumeczów.

Organizator turnieju nie zdołał rozpocząć rozgrywek w podanych terminach, nie są znane także oficjalne przyczyny takiego stanu rzeczy.
Pierwsza runda turnieju rozpoczęła się 21 listopada i rozgrywana była w systemie ligowym. Następnie ćwierć- i półfinały w dwumeczach systemem pucharowym natomiast finał odbył się 10 czerwca 2007 na neutralnym stadionie.
W listopadzie 2006 Telewizja Polsat S.A. i Ekstraklasa S.A. podpisały umowę nabycia wyłącznych praw do transmisji telewizyjnych meczów Pucharu Ekstraklasy przez trzy kolejne sezony – 2006/2007, 2007/2008 i 2008/2009. Mecze były transmitowane w kanałach Polsat, Polsat Sport i TV4.

## Faza grupowa

### Podział na koszyki
1. Legia Warszawa, Wisła Kraków, Zagłębie Lubin, Lech Poznań
2. Korona Kielce, Odra Wodzisław, Dyskobolia, Cracovia
3. GKS Bełchatów, Pogoń Szczecin, Wisła Płock, Górnik Łęczna
4. Górnik Zabrze, Arka Gdynia, Widzew Łódź, ŁKS Łódź

### Podział na grupy
Grupa A
- Górnik Zabrze
- Odra Wodzisław
- Wisła Kraków
- Zagłębie Lubin

Grupa B
- Arka Gdynia
- Dyskobolia Grodzisk Wielkopolski
- Lech Poznań
- Pogoń Szczecin

Grupa C
- GKS Bełchatów
- Legia Warszawa
- ŁKS Łódź
- Wisła Płock

Grupa D
- Cracovia
- Górnik Łęczna
- Korona Kielce
- Widzew Łódź

Terminarz
1. kolejka
- 21 listopada (wtorek)
  - Odra Wodzisław – Górnik Zabrze 0:1 (0:0)
  - Pogoń Szczecin – Lech Poznań 0:3 (0:1)
  - Arka Gdynia – Dyskobolia Grodzisk 0:1 (0:0)
  - Korona Kielce – Widzew Łódź 1:2 (1:0)
- 22 listopada (środa)
  - Zagłębie Lubin – Wisła Kraków 1:1 (0:0)
  - GKS Bełchatów – Wisła Płock 4:1 (2:0)
  - Górnik Łęczna – Cracovia 0:3 (0:0)
- 23 listopada (czwartek)
  - ŁKS Łódź – Legia Warszawa 1:2 (1:0)

2. kolejka
- 26 listopada (niedziela)
  - Cracovia – Kolporter Korona 1:2 (0:2)
  - GKS Bełchatów – ŁKS Łódź 1:4 (0:2)[2]
  - Legia Warszawa – Wisła Płock 0:0
- 27 listopada (poniedziałek)
  - Lech Poznań – Arka Gdynia 3:0 (2:0)
  - Widzew Łódź – Górnik Łęczna 0:2 (0:0)
- 28 listopada (wtorek)
  - Odra Wodzisław – Zagłębie Lubin 1:2 (0:1)
- 29 listopada (środa)
  - Dyskobolia Grodzisk – Pogoń Szczecin 1:0 (1:0)
- 7 grudnia (czwartek)
  - Wisła Kraków – Górnik Zabrze 2:1 (2:0)

3. kolejka
- 1 grudnia (piątek)
  - Arka Gdynia – Pogoń Szczecin 2:2 (1:0)
- 2 grudnia (sobota)
  - Legia Warszawa – GKS Bełchatów 3:1 (1:1)
  - Zagłębie Lubin – Górnik Zabrze 3:0 (1:0)
  - Lech Poznań – Dyskobolia Grodzisk 0:2 (0:0)
  - Wisła Płock – ŁKS Łódź 1:0 (1:0)
  - Kolporter Korona – Górnik Łęczna 1:0 (0:0)
- 3 grudnia (niedziela)
  - Wisła Kraków – Odra Wodzisław 2:0 (1:0)
- 7 marca
  - Cracovia – Widzew Łódź 0:4 (0:3)

4. kolejka
- 23 lutego
  - Dyskobolia Grodzisk – Arka Gdynia 3:0 (1:0)
- 24 lutego
  - Górnik Zabrze – Odra Wodzisław Śląski 1:1 (0:0)
  - Lech Poznań – Pogoń Szczecin 3:2 (2:1)
  - Legia Warszawa – ŁKS Łódź 2:0 (1:0)
  - Widzew Łódź – Kolporter Korona 0:4 (0:1)
  - Cracovia – Górnik Łęczna 0:2 (0:1)
- 25 lutego
  - Wisła Kraków – Zagłębie Lubin 1:0 (1:0)
- 23 marca
  - Wisła Płock – GKS Bełchatów 0:2 (0:0)

5. kolejka
- 27 lutego
  - Pogoń Szczecin – Dyskobolia Grodzisk 0:2 (0:1)
  - GKS Bełchatów – ŁKS Łódź 5:0 (2:0)
  - Wisła Płock – Legia Warszawa 0:1 (0:1)
  - Górnik Łęczna – Widzew Łódź 3:0 (1:0)
  - Kolporter Korona – Cracovia 2:1 (1:0)
- 28 lutego
  - Górnik Zabrze – Wisła Kraków 2:3 (0:2)
  - Zagłębie Lubin – Odra Wodzisław Śląski 1:0 (0:0)
- 21 marca
  - Arka Gdynia – Lech Poznań 0:2 (0:0)

6. kolejka
- 6 marca
  - GKS Bełchatów – Legia Warszawa 3:0 (1:0)
  - ŁKS Łódź – Wisła Płock 3:1 (2:1)[3]
- 23 marca
  - Górnik Zabrze – Zagłębie Lubin 0:1 (0:1)
  - Odra Wodzisław Śląski – Wisła Kraków 2:0 (0:0)
- 24 marca
  - Pogoń Szczecin – Arka Gdynia[4]
- 25 marca
  - Dyskobolia Grodzisk – Lech Poznań 2:1 (1:0)
  - Widzew Łódź – Cracovia 1:0 (0:0)
  - Górnik Łęczna – Korona Kielce 3:4 (1:2)

Ćwierćfinały zaplanowano na 29/30 maja oraz 1/3 czerwca, półfinały – 5/6 i 8/9 czerwca, zaś finał na 12 czerwca 2007. Mecz finałowy zostanie rozegrany na stadionie, wytypowanym przez Ekstraklasę SA.

### Tabele

#### Grupa A
| Drużyna        | Pkt | Mecze | Wyg | Rem | Por | BrZd | BrStr |
| -------------- | --- | ----- | --- | --- | --- | ---- | ----- |
| Wisła Kraków   | 13  | 6     | 4   | 1   | 1   | 9    | 6     |
| Zagłębie Lubin | 13  | 6     | 4   | 1   | 1   | 8    | 3     |
| Górnik Zabrze  | 4   | 6     | 1   | 1   | 4   | 5    | 10    |
| Odra Wodzisław | 4   | 6     | 1   | 1   | 4   | 4    | 7     |

#### Grupa B
| Drużyna                          | Pkt | Mecze | Wyg | Rem | Por | BrZd | BrStr |
| -------------------------------- | --- | ----- | --- | --- | --- | ---- | ----- |
| Dyskobolia Grodzisk Wielkopolski | 18  | 6     | 6   | 0   | 0   | 11   | 1     |
| Lech Poznań                      | 12  | 6     | 4   | 0   | 2   | 12   | 6     |
| Pogoń Szczecin                   | 1   | 5     | 0   | 1   | 4   | 4    | 11    |
| Arka Gdynia                      | 1   | 5     | 0   | 1   | 4   | 2    | 11    |

#### Grupa C
| Drużyna        | Mecze | Pkt | Wyg | Rem | Por | BrZd | BrStr |
| -------------- | ----- | --- | --- | --- | --- | ---- | ----- |
| Legia Warszawa | 6     | 13  | 4   | 1   | 1   | 8    | 5     |
| GKS Bełchatów  | 6     | 12  | 4   | 0   | 2   | 16   | 8     |
| ŁKS Łódź       | 6     | 6   | 2   | 0   | 4   | 8    | 12    |
| Wisła Płock    | 6     | 4   | 1   | 1   | 4   | 3    | 10    |

#### Grupa D
| Drużyna       | Mecze | Pkt | Wyg | Rem | Por | BrZd | BrStr |
| ------------- | ----- | --- | --- | --- | --- | ---- | ----- |
| Korona Kielce | 6     | 15  | 5   | 0   | 1   | 14   | 7     |
| Górnik Łęczna | 6     | 9   | 3   | 0   | 3   | 10   | 8     |
| Widzew Łódź   | 6     | 9   | 3   | 0   | 3   | 7    | 10    |
| Cracovia      | 6     | 3   | 1   | 0   | 5   | 5    | 11    |

## Ćwierćfinał

### Pierwsze mecze
- 15 maja 2007

| Zagłębie Lubin | 3-3 (0-1) | Dyskobolia Grodzisk Wielkopolski |
| GKS Bełchatów  | 1-0 (1-0) | Korona Kielce                    |

- 16 maja 2007

| Lech Poznań | 2-2 (1-1) | Wisła Kraków |

- 29 maja 2007

| Górnik Łęczna | 2-2 (0-0) | Legia Warszawa |

### Rewanże
- 29 maja 2007

| Wisła Kraków | 3-2 (1-2) | Lech Poznań |

- 30 maja 2007

| Korona Kielce | 1-3 (0-0) | GKS Bełchatów |

- 31 maja 2007

| Dyskobolia Grodzisk Wielkopolski | 3-0 (1-0) | Zagłębie Lubin |

- 1 czerwca 2007

| Legia Warszawa | 0-2 (0-0) | Górnik Łęczna |

## Półfinał
- Losowania gospodarzy pierwszych meczów półfinałowych dokonano 22 maja 2007.

### Pierwsze mecze
- 3 czerwca 2007, godz. 17.00

| Wisła Kraków | 0-1 (0-0) | GKS Bełchatów |

- 4 czerwca 2007, godz. 20.30

| Górnik Łęczna | 3-2 (1-1) | Dyskobolia Grodzisk Wielkopolski |

### Rewanże
- 7 czerwca 2007, godz. 17.30

| Dyskobolia Grodzisk Wielkopolski | 5-0 (4-0) | Górnik Łęczna |

- 7 czerwca 2007, godz. 20.30

| GKS Bełchatów | 2-0 (1-0) | Wisła Kraków |

## Finał
Początkowo mecz finałowy miał być rozegrany na boisku neutralnym. Jednakże organizator rozgrywek Ekstraklasa S.A. zdecydował, że odbędzie się on na stadionie BOT-u w Bełchatowie.
- 10 czerwca 2007, Bełchatów

| GKS Bełchatów | 0 – 1 (0-1) | Dyskobolia Grodzisk Wielkopolski |